# Dunkelwasserläufer

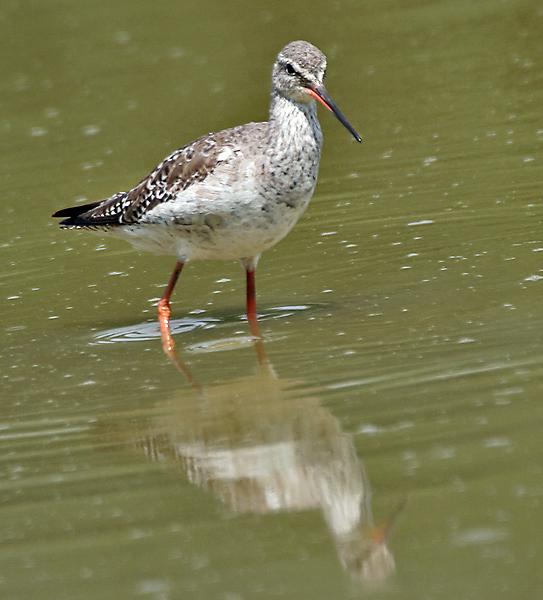

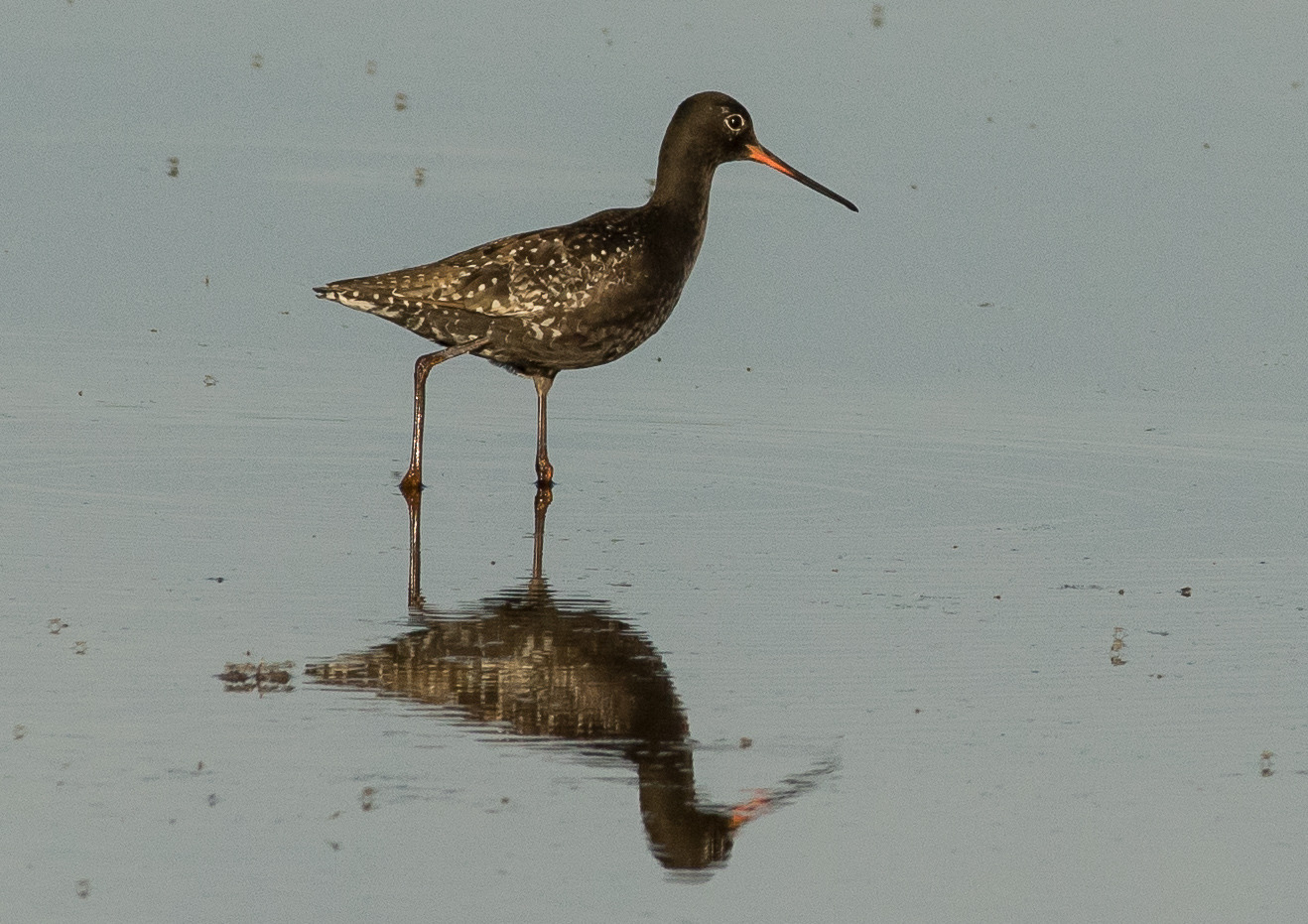
Dunkelwasserläufer im Sommerkleid

Der Dunkelwasserläufer (Tringa erythropus) oder Dunkle Wasserläufer ist ein Vogel aus der Ordnung der Regenpfeiferartigen (Charadriiformes). Er ist ein Brutvogel der Arktis und der nördlichen borealen Nadelwaldzone. In Mitteleuropa ist er während der Zugzeiten ein regelmäßiger Durchzügler sowohl an der Küste als auch im Binnenland. Während des Höhepunktes des Zuges sind in den Niederlanden 5.000 bis 10.000 Individuen zu beobachten. In kleiner Zahl überwintern Dunkelwasserläufer auch in Belgien, dem niederländischen Rheindelta und im Nordwesten Deutschlands.

## Merkmale
Der Dunkelwasserläufer wird 29–33 cm lang, hat eine Flügelspannweite von 47–53 cm und wird 135–250 g schwer. Das Männchen trägt im Sommer ein rußschwarz gefärbtes Prachtkleid mit langen, dunkelroten Beinen. Im Winterkleid ist das Tier unauffälliger graubraun gefärbt mit weißen Flecken und sieht dem Rotschenkel sehr ähnlich. Der Dunkle Wasserläufer ist jedoch größer, hat keine weiße Flügelbinden und einen längeren, nur unterseits roten dünneren Schnabel, der an der Spitze nach unten gebogen ist.
Er watet oft in bauchtiefem Wasser, wird es noch tiefer, kann er auch schwimmen.
Den Ruf, ein lautes „tjuit“, trägt der Vogel meist einsilbig oder locker gereiht vor.
Das höchste nachgewiesene Alter eines Dunkelwasserläufers war 6 Jahre und 2 Monate.

## Vorkommen

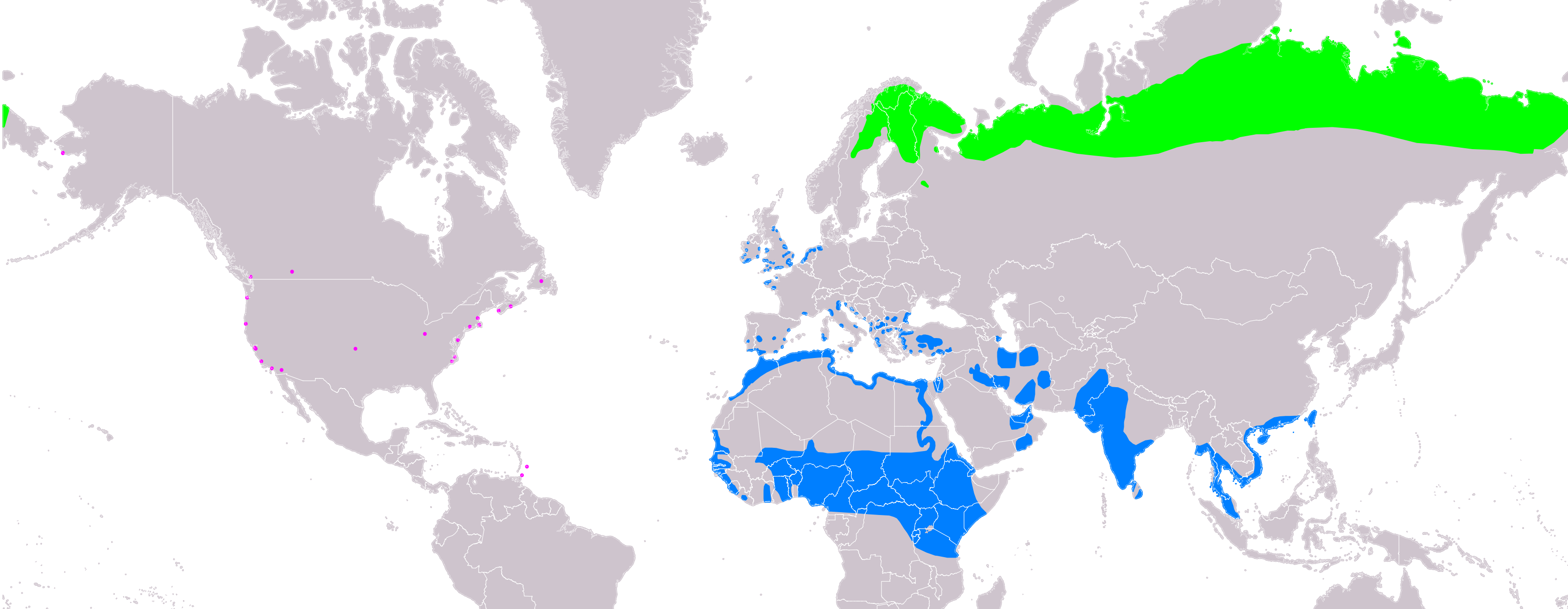
Verbreitung des Dunkelwasserläufers:
Brutgebiete
Überwinterungsgebiete
Streifzüge (Saisonalität unsicher)
Zusammengestellt von BirdLife International and Handbook of the Birds of the World (2016) 2007

Der Dunkelwasserläufer lebt an  Sandbänken und  in Flachwasserzonen im Binnenland und am Meer. Er brütet in Lappland und Sibirien. Der Dunkelwasserläufer ist ein Langstreckenzieher, dessen Hauptüberwinterungsquartiere in Afrika liegen. Besondere Bedeutung hat die Sahelzone bis zum Sudan und dem ostafrikanischen Hochland. Zahlreiche Vögel überwintern aber auch den Südküste des Mittelmeers sowie in Vorderasien. Überwinterungsquartiere gibt es außerdem in Vorderindien und Südostasien. In West- und Südeuropa überwintern nur eine sehr geringe Zahl.
In Mitteleuropa ist der Vogel vor allem am Herbstdurchzug in der Zeit von Anfang August bis Ende Oktober und am  Frühjahrsdurchzug von Anfang April bis Ende Mai zu sehen.

## Lebensraum
Der Dunkelwasserläufer brütet auf trockenem bis feuchtem, oft moorigen Boden in offenen Regionen der Tundra und Taiga. Während des Durchzugs und der Winterrast hält er sich an Süß- und Brackgewässern auf Schlamm- und Schlickflächen auf. An der Wattenküste sucht er meist landnahe Zonen auf und ist in Meeresbuchten sowie Salzmarschen zu beobachten. Im Binnenland nutzt er die Flachwasserzonen von Gewässern sowie nasse oder überschwemmte Wiesen und Rieselfelder.

## Nahrung
Der Vogel ernährt sich vor allem von kleinen Fischen, Weich- und Krebstieren sowie Wasserinsekten in allen Entwicklungsstadien, nach denen er im seichten Wasser sucht. Im Wattenmeer ist seine Ernährung von Crustaceen, Ringelwürmern und Mollusken dominiert.

## Fortpflanzung

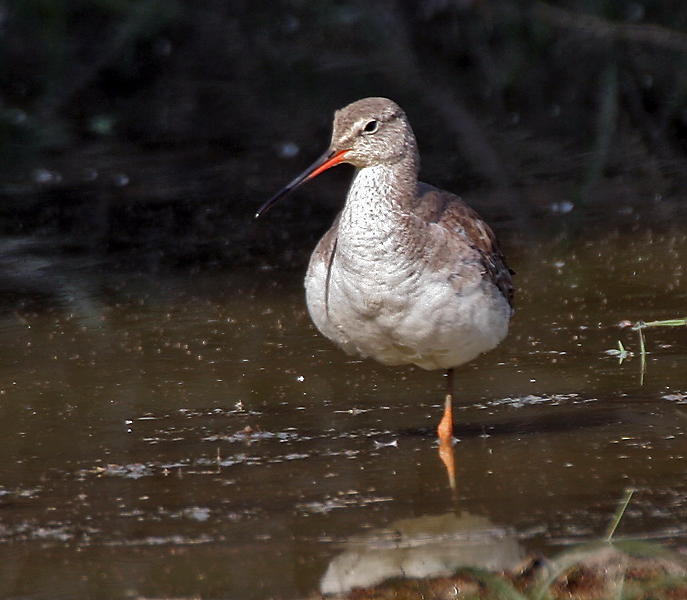

Der  Dunkelwasserläufer brütet von Mai bis Juli auf feuchtem Gras-, Moos- oder Flechtenboden.
Das Gelege besteht aus 4 Eiern und wird fast ausschließlich vom Männchen bebrütet. Das Weibchen neigt zur Polyandrie.

## Bestand
Der europäische Brutvogelbestand wird zu Beginn des 21. Jahrhunderts auf 19.000 bis 42.000 Brutpaare geschätzt. Davon brüten etwa 10.000 bis 15.000 Paare in Finnland, 2.000 bis 6.000 in Norwegen und 2.000 bis 10.000 im europäischen Teil Russlands. Weitere 5.000 bis 11.000 Brutpaare leben in Schweden. In Schweden ist seit den 1960er Jahren eine Ausdehnung von etwa zweihundert Kilometer in südlicher Richtung feststellbar.
Der Dunkelwasserläufer gilt als eine der Arten, die vom Klimawandel besonders betroffen sein wird. Ein Forschungsteam, das im Auftrag der britischen Umweltbehörde und der Royal Society for the Protection of Birds die zukünftige Verbreitungsentwicklung von europäischen Brutvögeln auf Basis von Klimamodellen untersuchte, geht davon aus, dass sich bis zum Ende des 21. Jahrhunderts das Verbreitungsgebiet des Dunklen Wasserläufers um zwei Drittel verkleinern und nach Nordosten verschieben wird. Heutiges und zukünftiges Verbreitungsgebiet überlappen sich kaum. Isoliert erhalten bleibt lediglich ein kleines Gebiet im Norden Schwedens und Finnlands. Potentiell neue Verbreitungsgebiete liegen im äußersten Norden Russland bis zum Süden von Nowaja Semlja.

## Belege

### Einzelbelege
1. ↑   Bauer et al., S. 498
2. ↑   Bauer et al., S. 499
3. ↑   Brian Huntley, Rhys E. Green, Yvonne C. Collingham, Stephen G. Willis: A Climatic Atlas of European Breeding Birds, Durham University, The RSPB and Lynx Editions, Barcelona 2007, ISBN 978-84-96553-14-9, S. 195